# Karl Sesta
Karl Sesta (18. března 1906 – 12. července 1974) byl fotbalista, který hrál na pozici obránce. Reprezentoval jak rakouskou, tak německou reprezentaci.

## Klubová kariéra
Hrál fotbal za kluby Vorwärts XI, 1. Simmeringer SC, Teplitzer FK, Wiener AC, FK Austria Vídeň, LSV Markersdorf an der Pielach, First Vienna FC 1894 a SPC Helfort Vídeň.

## Reprezentační kariéra
Za Rakousko debutoval v květnu 1932 proti Československu a zúčastnil se Mistrovství světa ve fotbale 1934. Za Rakousko odehrál 44 zápasů, ve kterých vstřelil jeden gól. V letech 1941 až 1942 odehrál tři zápasy za Německo.